# Barraca (discoteca)
Barraca es una discoteca inaugurada en 1965 que tuvo su gran auge en los años 80, cuando se consolidó como la discoteca de mayor importancia de la movida valenciana, durante la conocida Ruta Destroy.
Se sitúa en el núcleo de Les Palmeres, en la costa valenciana, perteneciente al municipio de Sueca, en la provincia de Valencia en España, a escasos metros de la playa de esta localidad.

## Historia
La discoteca comenzó a destacar en los años 70, cuando, llevando ya unos años en funcionamiento, empezó a diferenciarse del resto de discotecas características de la época por su calidad musical. Muchos consideran a esta discoteca la precursora de la Ruta Destroy, ya que fue la primera en cambiar la forma de entender la música y en cambiar su ambiente por uno más radical y liberal.
Durante los años 80, asistir a Barraca era un espectáculo para la vista, ya que en ella se podía hallar a todos aquellos que huían de lo corriente en cuanto a estética se refiere. En 1982 Carlos Simó pasó a sustituir en cabina a Juan Santamaría, que había impreso su personal estilo en la sala, y comenzó a pinchar grupos como Depeche Mode, U2, Visage o The Pretenders en incluso garage rock. Las sesiones se iban haciendo cada vez más largas y a veces podían alargarse hasta pasado el mediodía. Así nacieron en Valencia los denominados "barraqueros", asiduos a esta sala, y la que se llamaba "música barraquera", la música característica de esta sala. Además la discoteca acompañaba sus sesiones de espectaculares performances.
Hoy en día esta discoteca, que cuenta con 57 años de historia a sus espaldas (58 el 6 de diciembre de 2023), ha pasado por diversos ciclos, siendo en ocasiones una de las discotecas más exitosas a nivel nacional, y en ocasiones viéndose obligada a realizar aperturas bimensuales por no poder hacerlo semanalmente.
En sus pistas suena techno, minimal, house y hard techno de manos de los pinchadiscos más importantes del mundo. Festivales anuales como el de su aniversario o el conocido "Palmeres Festival", que ya ha celebrado 13 ediciones, son todo un éxito en la Comunidad Valenciana, España. Acogiendo a miles de personas hasta llenar el amplio aforo de la sala, junto con los mejores pinchadiscos a los platos, pues por sus cabinas han pasado, entre otros muchos: Ricardo Villalobos, Richie Hawtin, Loco Dice, Tania Vulcano, Marco Carola, Rafa Siles,  Ellen Allien u Óscar Mulero. Además, los deejays que han logrado ser residentes de esta legendaria sala, como Danny Fiddo, han sido culminados al punto más alto de su carrera a nivel nacional. Actualmente la discoteca hace fiestas "Barraca" en otras salas e incluso ha inaugurado otros clubes de menor relevancia como Narita Club, en Castellón de la Plana, España. Además, también tiene su propio sello discográfico y una agencia de management de d
pinchadiscos a nivel internacional, alcanzando así salas alemanas o rumanas, además de españolas.

## Instalaciones
En inicio la sala era una típica barraca valenciana, de ahí su nombre, a la que pronto se fueron adhiriendo carpas para poder acoger al mayor número de personas posible. Pronto se fueron agregando salas a la discoteca, de modo que hoy en día cuenta con cuatro pistas. La pista más longeva es la sala "Barraca", que siendo la misma sobre la que se fundó la discoteca, es una típica barraca valenciana que sufrió una impresionante remodelación en 2007. Constituye otra pista la terraza pegada a esta sala, con un aforo de 600 personas, que recuerda a las terrazas de importantes discotecas de Ibiza, y pegada a la misma, la sala a la que se accede nada más entrar a la discoteca, denominada "Showroom", una pequeña sala que puede acoger hasta 300 personas. La más grande y querida por los llamados "barraqueros" es la sala "Circo", cuyo nombre está relacionado con que esta, que tiene dos plantas, cuenta en su planta superior con una pista giratoria con un caballito en medio, mítico emblema de la sala. El sonido de esta sala puede alcanzar 45.000 W y su capacidad asciende a  1.200 personas. Es donde se ha concentrado el mayor número de deejays durante su historia.
Actualmente sus Djs Residentes son Siles, Lucas Cabello, Sou Allen y Domen.

## Sello musical
En 2008 la discoteca lanza su propio sello discográfico Barraca Music como seña de su característica identidad musical, produciendo temas de deejays residentes de la sala como Danny Fiddo o Andrew Grant, y deejays del mismo estilo musical, como Los Updates y Ricardo Villalobos, entre otros. Muchos de los temas de este reciente sello discográfico han sido muy bien acogidos entre el público aficionado a este estilo musical, dentro y fuera de la sala.

## Barraca Music Academy
En marzo de 2025, da un paso más con la creación de Barraca Music Academy, una academia destinada a la formación de DJ y productores musicales. Javier Galiano, DJ con tres décadas de experiencia en clubs y festivales, CEO de la empresa de formación KultKlubb y director de otras escuelas como Plastic CLM en Castilla-La Mancha y Metro Dance School en Alicante, ha elegido la discoteca de Sueca como escenario y academia para profesionalizar el sector.
«Barraca Music Academy no es una academia al uso, es el origen de todo. Barraca fue el primer club en España que impulsó la música electrónica. Ahora, con esta metodología pionera, queremos que Barraca vuelva a ser un punto de inicio para una nueva generación de artistas.»
Consta con un claustro de profesores compuesto de Javier Galiano, Siles, Domen y Sou Allen en el curso de Dj Profesional y de Domen, Dj residente de la sala y productor con varios top 1 Mundiales en el curso de Producción.